# Museu Fabre
Museu Fabre é um museu francês localizado na cidade de Montpellier. A instituição foi fundada em 1825 por desejo de François-Xavier Fabre, um pintor e colecionador local, e o museu inaugurado três anos depois, exibindo obras doadas por Fabre. É uma das principais atrações turísticas de Montpellier, estando próximo do principal logradouro público da cidade, a Praça da Comédia. Por sua importância em âmbito nacional, ganhou o status de Musée de France pelo Ministério da Cultura em 4 de janeiro de 2002.